# Osorno (Elateridae)
Osorno là một chi bọ cánh cứng trong họ 
Elateridae.
Chi này được Candèze miêu tả khoa học năm 1882.

## Hình ảnh

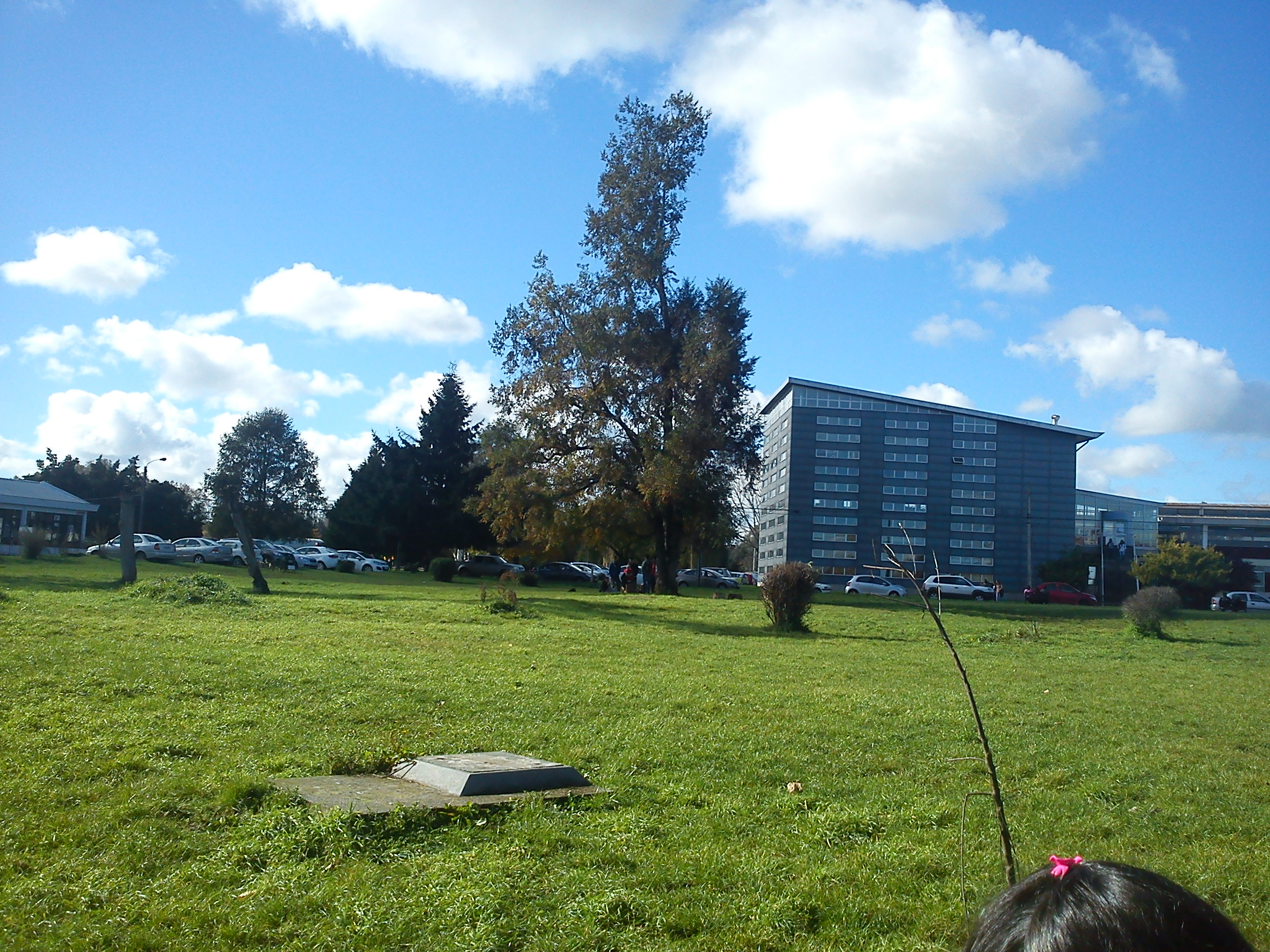
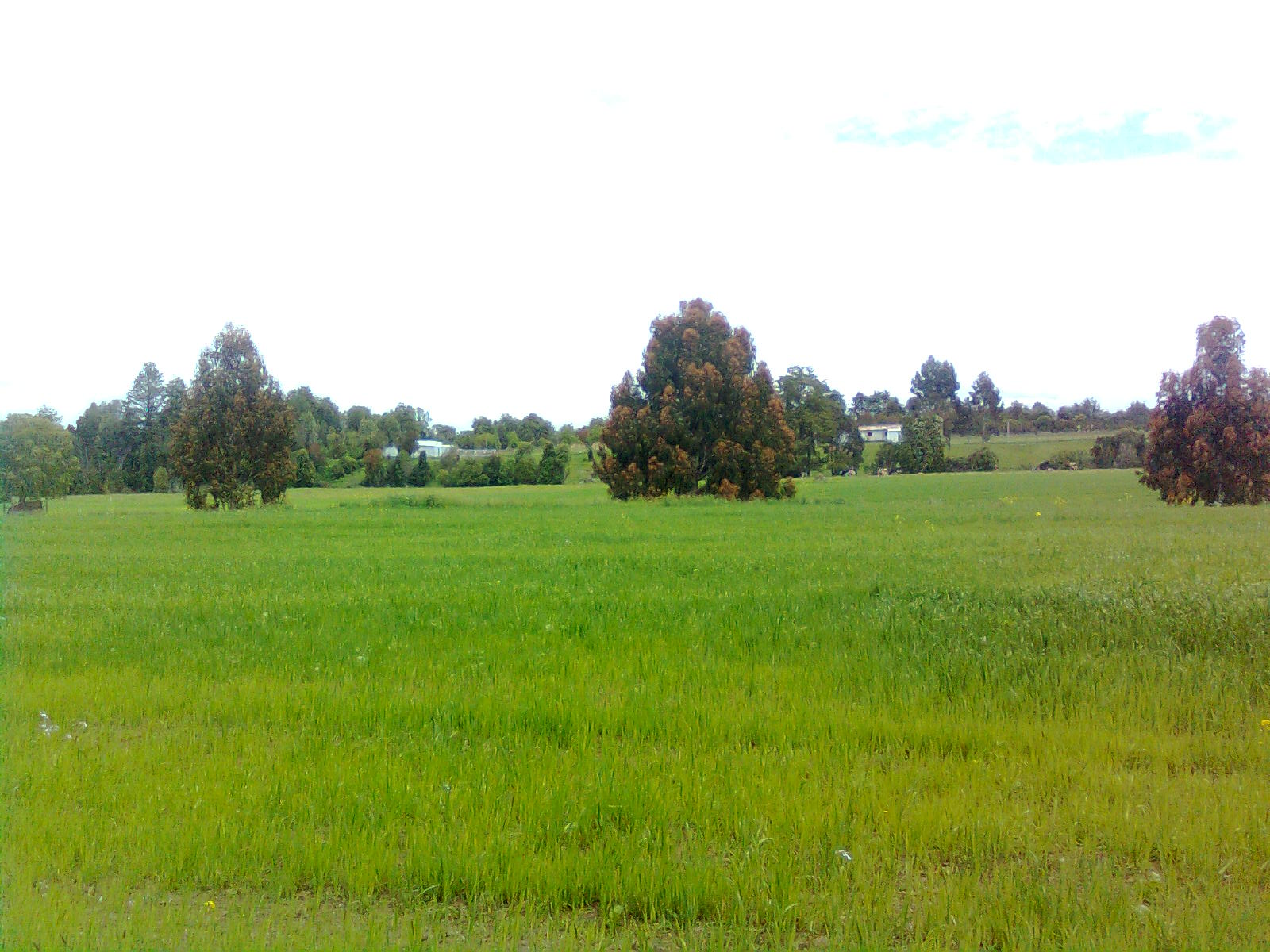
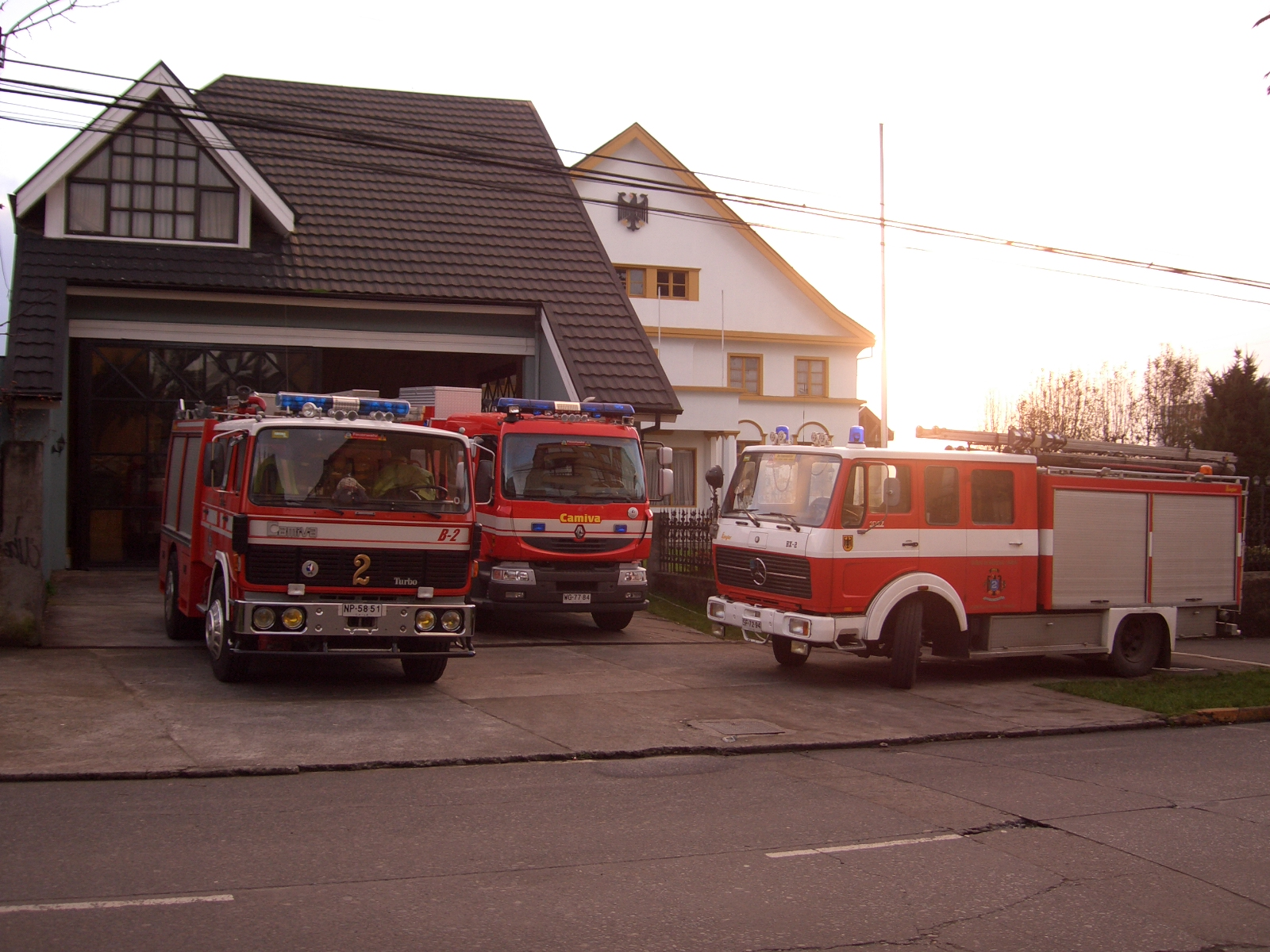

## Các loài
Các loài trong chi này gồm:
- Osorno ambiguum Candèze, 1881
- Osorno ambiguus Candèze, 1882